# Red Wing's Gratitude
Red Wing's Gratitude è un cortometraggio muto del 1909 interpretato e diretto da James Young Deer. Il film, un western, ha come interprete principale la moglie del regista, l'attrice Red Wing.

## Produzione
Il film fu prodotto dalla Vitagraph Company of America.

## Distribuzione
Distribuito dalla Vitagraph Company of America, il film - un cortometraggio di 171 metri - uscì nelle sale cinematografiche statunitensi il 12 ottobre 1909. Nelle proiezioni, veniva programmato con il sistema dello split reel, accorpato in un'unica bobina con un altro cortometraggio prodotto dalla Vitagraph, la commedia Too Many on the Job.